# Ларреа Ольгин, Хуан
Хуан Игна́сио Ларре́а Ольги́н (исп. Juan Ignacio Larrea Holguín; 10 августа 1927, Буэнос-Айрес, Аргентина — 27 августа 2006, Кито, Эквадор) — эквадорский религиозный и государственный деятель, почётный архиепископ Гуаякиля, юрист, первый представитель Опус Деи в Эквадоре.

## Биография
Родился в семье дипломата и историка. Его отец был послом Эквадора в Аргентине, позже — в Ватикане. Учился в салезианской школе в Эквадоре, в Перу и Аргентине. Позже, изучал право в Папском католическом университете Эквадора. Продолжил обучение в Италии в Римском университете. Получил докторскую степень в Папском католическом университете Эквадора. Позже получил ещё две докторских степени в области канонического права в Папском университете святого Фомы Аквинского в Риме и гражданского права в Римском университете Ла Сапиенца.
В 1949 в Италии встретил Святого Хосемари́я Эскрива́ де Балаге́ра, под влиянием которого вступил в Опус Деи, став первым членом этой религиозной организации в своей стране. Был адвокатом.
5 августа 1962 г. был рукоположен в священники Опус Деи.
Папа Павел VI назначил его викарным епископом Кито, а 15 июня 1969 года он стал титулярным епископом Cellae in Proconsulari.
В 1975 г. был переведен в епархию Ибарра. Иоанн Павел II в 1983 году назначил его первым военным епископом Эквадора, в 1988 году он был переведен архиепископом епархии Гуаякиля (1989—1993).
В 2003 году папа принял его отставку, в связи с достижением возраста 75-летнего возраста и продолжительной болезни. С тех пор архиепископ Ларреа Ольгин посвятил себя служению Opus Dei, написанию религиозных и юридических трудов.
С самого начала своей карьеры Ларреа Ольгин занимал различные государственные должности. Он был секретарём Национальной комиссии по делам ЮНЕСКО (1953—1954); адвокатом Фонда национального страхования (1955); прокурором Республики (1955); избирательным прокурором (1957—1961) и вице-президентом Верховного суда (1960—1961). С 1965 года — член Консультативного совета Министерства иностранных дел.
Он также был советником Президента Эквадора, Верховного Суда, Министерства иностранных дел, Министерства сельского хозяйства по подготовке законов в этой отрасли. Как советник Постоянного законодательного комитета подготовил всеобъемлющую реформу Гражданского кодекса (1969—1970). Позже осуществил новое кодирование и редактирование Кодекса. Он также подготовил другие важные кодировки, в том числе, Трудового кодекса, Закона о компаниях, Закона о Национальном банке развития, института колонизации Амазонии и другие.
Автор проекта закона об образовательной свободе Эквадора. В правительстве С. Дюрана-Бальена был членом Совета нотаблей, который разработал проект, реформирования Политической конституции государства, в основном, одобренный Конгрессом Эквадора. Как специалист международного права, участвовал во многих международных конференциях по правовым вопросам в Мексике, Колумбии, Венесуэле, Чили, Перу и Эквадоре.
Он был членом Испано-португало-американского института международного права, эквадорской академии языка, Академии эквадорской истории, Академии юристов Кито, Марийской академии Эквадора.
Умер от рака.

## Награды
- Компаньон ордена Заслуг (Мальта).
- Почётный доктор Университета Гуаякиля.
- Почётный доктор Университета полушарий в Кито (посмертно).

## Избранные труды в области юриспруденции
- Enciclopedia Jurídica Ecuatoriana
- Manual elemental de derecho civil del Ecuador (4 тома)
- Derecho Civil del Ecuador (15 томов)
- Manual de Derecho Internacional Privado Ecuatoriano
- 145 Años de Legislación
- Repertorios de Jurisprudencia
- Derecho Eclesiástico Ecuatoriano
- Algunas obras religiosas:

## Избранные религиозные труды
- Novena a San Josemaría Escrivá
- Novena a Juan Pablo II
- Novena a Monseñor Álvaro del Portillo